# Julián Calero
Julián Calero Fernández (Parla, Madrid, 26 de octubre de 1970) es un exfutbolista y entrenador español. Actualmente dirige al Levante UD de la Primera División de España.
Ha sido segundo entrenador del Julen Lopetegui en las filas del FC Porto y también de Fernando Hierro, tanto en el Real Oviedo como en la selección de fútbol de España durante la Copa Mundial de Rusia 2018. Es padre del también futbolista Iván Calero. Ejerció como policía local en Madrid.

## Trayectoria

### Como jugador
Inició su etapa como centrocampista en 1992 en las filas de la AD Parla de su ciudad natal y más tarde formó parte de diversos equipos de la Comunidad de Madrid en el que llegó a jugar en Tercera División y en Segunda División B, como serían el CF Fuenlabrada, CA Pinto, la RSD Alcalá, CA Valdemoro y CD Coslada, donde se retiró en 2000, compaginando sus carrera futbolística con la de su trabajo en la Policía Municipal de Madrid.

### Como entrenador
Julián dio sus primeros pasos en la AD Parla, entrenando en las categorías inferiores, para después trabajar en la estructura del Atlético de Madrid, donde dirigiría a su conjunto juvenil desde 2003 a 2005.
En la temporada 2005-06, ocuparía el cargo de segundo entrenador de Míchel González en el banquillo del Rayo Vallecano.
En 2006, ingresó en la estructura del Real Madrid para dirigir a su conjunto juvenil durante tres temporadas y también compaginar su cargo con el de segundo entrenador de Julen Lopetegui en el Real Madrid Castilla.
En la temporada 2009-10, firmó como entrenador del Alcobendas Sport de la Tercera División; y en la temporada siguiente, regresó a la AD Parla, de la misma categoría.
En 2011, firmó como segundo entrenador de Dmitri Chéryshev en el FC Volga Nizhny Novgorod ruso; pero unos meses más tarde, regresaría a banquillo de la AD Parla en la temporada 2011-12 para llevarlo a disputar el "play-off" de ascenso a la Segunda División B.
En la temporada 2012-13, ejerció como segundo entrenador de Luis Milla en el Al Jazira Club; pero unos meses más tarde, firmó por la AD Alcorcón B, de la Tercera División. 
En la temporada 2013-14, dirigió al CA Pinto de la Tercera División.
En la temporada 2014-15, trabajó como segundo entrenador de Julen Lopetegui en las filas del FC Porto, con quien disputó la Champions League durante dos temporadas.
En la temporada 2016-2017, firmó como segundo entrenador de Fernando Hierro en el Real Oviedo de la Segunda División.
En verano de 2017, se convirtió en entrenador de la CDA Navalcarnero de la Segunda División B, llevándolo al sexto puesto de la clasificación a solo dos puntos del "play-off".
En 2018, ejerció como técnico asistente de la selección de fútbol de España durante la Copa Mundial de Rusia 2018.
En verano de 2019, se convirtió en entrenador del Club de Fútbol Rayo Majadahonda de la Segunda División B. El 3 de marzo de 2020, se hizo oficial su desvinculación del club madrileño tras una racha negativa de resultados.
El 30 de junio de 2020, se hizo oficial su contratación como entrenador del Burgos CF de la Segunda División B. Tras una temporada difícil en el aspecto económico del club, logró el ascenso a Segunda División tras quedar líder de su grupo y ganar en fase de ascenso al CD Calahorra y al Bilbao Athletic. En las temporadas siguientes, Calero consiguió mantener la categoría en el fútbol profesional y en la temporada 2022-23 colocó al equipo durante gran parte de la competición en la zona alta de la clasificación, aunque al término de la temporada no continuaría en el conjunto burgalés tras tres campañas.
El 25 de septiembre de 2023, firmó por el FC Cartagena de la Segunda División de España. El 6 de junio, tras haber logrado la permanencia, anunció su marcha del club.
El 8 de junio de 2024, firmó por el Levante UD de la Segunda División de España por dos temporadas. El 25 de mayo de 2025, tras una temporada de menos a más, consiguió matemáticamente el ascenso a Primera División en su primer año con el club "granota" después de ganar al Burgos CF en el descuento por 2-3. Una semana más tarde, obtuvo el título de liga tras vencer al Eibar por la mínima.

## Clubes
| Club                                               | País                   | Año       |
| -------------------------------------------------- | ---------------------- | --------- |
| Atlético de Madrid (juvenil)                       | España                 | 2003-2005 |
| Rayo Vallecano (segundo entrenador)                | España                 | 2005-2006 |
| Real Madrid (Juvenil)                              | España                 | 2006-2009 |
| Real Madrid Castilla (segundo entrenador)          | España                 | 2007-2009 |
| Alcobendas Sport                                   | España                 | 2009-2010 |
| Parla                                              | España                 | 2010-2011 |
| FC Volga Nizhny Novgorod (segundo entrenador)      | Rusia                  | 2011      |
| Parla                                              | España                 | 2011-2012 |
| Al Jazira Club (segundo entrenador)                | Emiratos Árabes Unidos | 2013      |
| Alcorcón B                                         | España                 | 2012-2013 |
| Atlético Pinto                                     | España                 | 2014      |
| FC Porto (segundo entrenador)                      | Portugal               | 2014-2016 |
| Real Oviedo (segundo entrenador)                   | España                 | 2016-2017 |
| CDA Navalcarnero                                   | España                 | 2017-2018 |
| Selección de fútbol de España (segundo entrenador) | España                 | 2018      |
| CF Rayo Majadahonda                                | España                 | 2019-2020 |
| Burgos CF                                          | España                 | 2020-2023 |
| FC Cartagena                                       | España                 | 2023-2024 |
| Levante UD                                         | España                 | 2024-     |

## Palmarés

### Como entrenador

#### Campeonatos nacionales
| Título                     | Club       | País   | Año     |
| -------------------------- | ---------- | ------ | ------- |
| Segunda División de España | Levante UD | España | 2024-25 |